# Ханссен, Ларс (шахматист)
Ларс Ханссен (норв. Lars Hanssen, 30 августа 1903, Тронхейм — 1940) — норвежский шахматист и шахматный композитор. Двукратный серебряный призер чемпионатов Норвегии (1926 и 1932 гг.; в 1932 г. проиграл дополнительный матч за 1-е место Э. Йонсену). В составе сборной Норвегии участник шахматной олимпиады 1931 г. Победитель побочного соревнования турнира северных стран 1930 г. В составе клуба "Schakklubben av 1911" победитель командного первенства Норвегии 1936 г.

## Шахматная композиция
|   | a | b | c | d | e | f | g | h |   |
| - | --- | --- | --- | --- | --- | --- | --- | --- | - |
| 8 | a8 чёрная ладья · e8 белый конь · h8 чёрный король · d7 белая пешка · h7 чёрная пешка · b6 чёрная пешка · f6 чёрная пешка · d5 чёрный конь · d4 белая пешка · g2 белая пешка · h2 белый король | a8 чёрная ладья · e8 белый конь · h8 чёрный король · d7 белая пешка · h7 чёрная пешка · b6 чёрная пешка · f6 чёрная пешка · d5 чёрный конь · d4 белая пешка · g2 белая пешка · h2 белый король | a8 чёрная ладья · e8 белый конь · h8 чёрный король · d7 белая пешка · h7 чёрная пешка · b6 чёрная пешка · f6 чёрная пешка · d5 чёрный конь · d4 белая пешка · g2 белая пешка · h2 белый король | a8 чёрная ладья · e8 белый конь · h8 чёрный король · d7 белая пешка · h7 чёрная пешка · b6 чёрная пешка · f6 чёрная пешка · d5 чёрный конь · d4 белая пешка · g2 белая пешка · h2 белый король | a8 чёрная ладья · e8 белый конь · h8 чёрный король · d7 белая пешка · h7 чёрная пешка · b6 чёрная пешка · f6 чёрная пешка · d5 чёрный конь · d4 белая пешка · g2 белая пешка · h2 белый король | a8 чёрная ладья · e8 белый конь · h8 чёрный король · d7 белая пешка · h7 чёрная пешка · b6 чёрная пешка · f6 чёрная пешка · d5 чёрный конь · d4 белая пешка · g2 белая пешка · h2 белый король | a8 чёрная ладья · e8 белый конь · h8 чёрный король · d7 белая пешка · h7 чёрная пешка · b6 чёрная пешка · f6 чёрная пешка · d5 чёрный конь · d4 белая пешка · g2 белая пешка · h2 белый король | a8 чёрная ладья · e8 белый конь · h8 чёрный король · d7 белая пешка · h7 чёрная пешка · b6 чёрная пешка · f6 чёрная пешка · d5 чёрный конь · d4 белая пешка · g2 белая пешка · h2 белый король | 8 |
| 7 | a8 чёрная ладья · e8 белый конь · h8 чёрный король · d7 белая пешка · h7 чёрная пешка · b6 чёрная пешка · f6 чёрная пешка · d5 чёрный конь · d4 белая пешка · g2 белая пешка · h2 белый король | a8 чёрная ладья · e8 белый конь · h8 чёрный король · d7 белая пешка · h7 чёрная пешка · b6 чёрная пешка · f6 чёрная пешка · d5 чёрный конь · d4 белая пешка · g2 белая пешка · h2 белый король | a8 чёрная ладья · e8 белый конь · h8 чёрный король · d7 белая пешка · h7 чёрная пешка · b6 чёрная пешка · f6 чёрная пешка · d5 чёрный конь · d4 белая пешка · g2 белая пешка · h2 белый король | a8 чёрная ладья · e8 белый конь · h8 чёрный король · d7 белая пешка · h7 чёрная пешка · b6 чёрная пешка · f6 чёрная пешка · d5 чёрный конь · d4 белая пешка · g2 белая пешка · h2 белый король | a8 чёрная ладья · e8 белый конь · h8 чёрный король · d7 белая пешка · h7 чёрная пешка · b6 чёрная пешка · f6 чёрная пешка · d5 чёрный конь · d4 белая пешка · g2 белая пешка · h2 белый король | a8 чёрная ладья · e8 белый конь · h8 чёрный король · d7 белая пешка · h7 чёрная пешка · b6 чёрная пешка · f6 чёрная пешка · d5 чёрный конь · d4 белая пешка · g2 белая пешка · h2 белый король | a8 чёрная ладья · e8 белый конь · h8 чёрный король · d7 белая пешка · h7 чёрная пешка · b6 чёрная пешка · f6 чёрная пешка · d5 чёрный конь · d4 белая пешка · g2 белая пешка · h2 белый король | a8 чёрная ладья · e8 белый конь · h8 чёрный король · d7 белая пешка · h7 чёрная пешка · b6 чёрная пешка · f6 чёрная пешка · d5 чёрный конь · d4 белая пешка · g2 белая пешка · h2 белый король | 7 |
| 6 | a8 чёрная ладья · e8 белый конь · h8 чёрный король · d7 белая пешка · h7 чёрная пешка · b6 чёрная пешка · f6 чёрная пешка · d5 чёрный конь · d4 белая пешка · g2 белая пешка · h2 белый король | a8 чёрная ладья · e8 белый конь · h8 чёрный король · d7 белая пешка · h7 чёрная пешка · b6 чёрная пешка · f6 чёрная пешка · d5 чёрный конь · d4 белая пешка · g2 белая пешка · h2 белый король | a8 чёрная ладья · e8 белый конь · h8 чёрный король · d7 белая пешка · h7 чёрная пешка · b6 чёрная пешка · f6 чёрная пешка · d5 чёрный конь · d4 белая пешка · g2 белая пешка · h2 белый король | a8 чёрная ладья · e8 белый конь · h8 чёрный король · d7 белая пешка · h7 чёрная пешка · b6 чёрная пешка · f6 чёрная пешка · d5 чёрный конь · d4 белая пешка · g2 белая пешка · h2 белый король | a8 чёрная ладья · e8 белый конь · h8 чёрный король · d7 белая пешка · h7 чёрная пешка · b6 чёрная пешка · f6 чёрная пешка · d5 чёрный конь · d4 белая пешка · g2 белая пешка · h2 белый король | a8 чёрная ладья · e8 белый конь · h8 чёрный король · d7 белая пешка · h7 чёрная пешка · b6 чёрная пешка · f6 чёрная пешка · d5 чёрный конь · d4 белая пешка · g2 белая пешка · h2 белый король | a8 чёрная ладья · e8 белый конь · h8 чёрный король · d7 белая пешка · h7 чёрная пешка · b6 чёрная пешка · f6 чёрная пешка · d5 чёрный конь · d4 белая пешка · g2 белая пешка · h2 белый король | a8 чёрная ладья · e8 белый конь · h8 чёрный король · d7 белая пешка · h7 чёрная пешка · b6 чёрная пешка · f6 чёрная пешка · d5 чёрный конь · d4 белая пешка · g2 белая пешка · h2 белый король | 6 |
| 5 | a8 чёрная ладья · e8 белый конь · h8 чёрный король · d7 белая пешка · h7 чёрная пешка · b6 чёрная пешка · f6 чёрная пешка · d5 чёрный конь · d4 белая пешка · g2 белая пешка · h2 белый король | a8 чёрная ладья · e8 белый конь · h8 чёрный король · d7 белая пешка · h7 чёрная пешка · b6 чёрная пешка · f6 чёрная пешка · d5 чёрный конь · d4 белая пешка · g2 белая пешка · h2 белый король | a8 чёрная ладья · e8 белый конь · h8 чёрный король · d7 белая пешка · h7 чёрная пешка · b6 чёрная пешка · f6 чёрная пешка · d5 чёрный конь · d4 белая пешка · g2 белая пешка · h2 белый король | a8 чёрная ладья · e8 белый конь · h8 чёрный король · d7 белая пешка · h7 чёрная пешка · b6 чёрная пешка · f6 чёрная пешка · d5 чёрный конь · d4 белая пешка · g2 белая пешка · h2 белый король | a8 чёрная ладья · e8 белый конь · h8 чёрный король · d7 белая пешка · h7 чёрная пешка · b6 чёрная пешка · f6 чёрная пешка · d5 чёрный конь · d4 белая пешка · g2 белая пешка · h2 белый король | a8 чёрная ладья · e8 белый конь · h8 чёрный король · d7 белая пешка · h7 чёрная пешка · b6 чёрная пешка · f6 чёрная пешка · d5 чёрный конь · d4 белая пешка · g2 белая пешка · h2 белый король | a8 чёрная ладья · e8 белый конь · h8 чёрный король · d7 белая пешка · h7 чёрная пешка · b6 чёрная пешка · f6 чёрная пешка · d5 чёрный конь · d4 белая пешка · g2 белая пешка · h2 белый король | a8 чёрная ладья · e8 белый конь · h8 чёрный король · d7 белая пешка · h7 чёрная пешка · b6 чёрная пешка · f6 чёрная пешка · d5 чёрный конь · d4 белая пешка · g2 белая пешка · h2 белый король | 5 |
| 4 | a8 чёрная ладья · e8 белый конь · h8 чёрный король · d7 белая пешка · h7 чёрная пешка · b6 чёрная пешка · f6 чёрная пешка · d5 чёрный конь · d4 белая пешка · g2 белая пешка · h2 белый король | a8 чёрная ладья · e8 белый конь · h8 чёрный король · d7 белая пешка · h7 чёрная пешка · b6 чёрная пешка · f6 чёрная пешка · d5 чёрный конь · d4 белая пешка · g2 белая пешка · h2 белый король | a8 чёрная ладья · e8 белый конь · h8 чёрный король · d7 белая пешка · h7 чёрная пешка · b6 чёрная пешка · f6 чёрная пешка · d5 чёрный конь · d4 белая пешка · g2 белая пешка · h2 белый король | a8 чёрная ладья · e8 белый конь · h8 чёрный король · d7 белая пешка · h7 чёрная пешка · b6 чёрная пешка · f6 чёрная пешка · d5 чёрный конь · d4 белая пешка · g2 белая пешка · h2 белый король | a8 чёрная ладья · e8 белый конь · h8 чёрный король · d7 белая пешка · h7 чёрная пешка · b6 чёрная пешка · f6 чёрная пешка · d5 чёрный конь · d4 белая пешка · g2 белая пешка · h2 белый король | a8 чёрная ладья · e8 белый конь · h8 чёрный король · d7 белая пешка · h7 чёрная пешка · b6 чёрная пешка · f6 чёрная пешка · d5 чёрный конь · d4 белая пешка · g2 белая пешка · h2 белый король | a8 чёрная ладья · e8 белый конь · h8 чёрный король · d7 белая пешка · h7 чёрная пешка · b6 чёрная пешка · f6 чёрная пешка · d5 чёрный конь · d4 белая пешка · g2 белая пешка · h2 белый король | a8 чёрная ладья · e8 белый конь · h8 чёрный король · d7 белая пешка · h7 чёрная пешка · b6 чёрная пешка · f6 чёрная пешка · d5 чёрный конь · d4 белая пешка · g2 белая пешка · h2 белый король | 4 |
| 3 | a8 чёрная ладья · e8 белый конь · h8 чёрный король · d7 белая пешка · h7 чёрная пешка · b6 чёрная пешка · f6 чёрная пешка · d5 чёрный конь · d4 белая пешка · g2 белая пешка · h2 белый король | a8 чёрная ладья · e8 белый конь · h8 чёрный король · d7 белая пешка · h7 чёрная пешка · b6 чёрная пешка · f6 чёрная пешка · d5 чёрный конь · d4 белая пешка · g2 белая пешка · h2 белый король | a8 чёрная ладья · e8 белый конь · h8 чёрный король · d7 белая пешка · h7 чёрная пешка · b6 чёрная пешка · f6 чёрная пешка · d5 чёрный конь · d4 белая пешка · g2 белая пешка · h2 белый король | a8 чёрная ладья · e8 белый конь · h8 чёрный король · d7 белая пешка · h7 чёрная пешка · b6 чёрная пешка · f6 чёрная пешка · d5 чёрный конь · d4 белая пешка · g2 белая пешка · h2 белый король | a8 чёрная ладья · e8 белый конь · h8 чёрный король · d7 белая пешка · h7 чёрная пешка · b6 чёрная пешка · f6 чёрная пешка · d5 чёрный конь · d4 белая пешка · g2 белая пешка · h2 белый король | a8 чёрная ладья · e8 белый конь · h8 чёрный король · d7 белая пешка · h7 чёрная пешка · b6 чёрная пешка · f6 чёрная пешка · d5 чёрный конь · d4 белая пешка · g2 белая пешка · h2 белый король | a8 чёрная ладья · e8 белый конь · h8 чёрный король · d7 белая пешка · h7 чёрная пешка · b6 чёрная пешка · f6 чёрная пешка · d5 чёрный конь · d4 белая пешка · g2 белая пешка · h2 белый король | a8 чёрная ладья · e8 белый конь · h8 чёрный король · d7 белая пешка · h7 чёрная пешка · b6 чёрная пешка · f6 чёрная пешка · d5 чёрный конь · d4 белая пешка · g2 белая пешка · h2 белый король | 3 |
| 2 | a8 чёрная ладья · e8 белый конь · h8 чёрный король · d7 белая пешка · h7 чёрная пешка · b6 чёрная пешка · f6 чёрная пешка · d5 чёрный конь · d4 белая пешка · g2 белая пешка · h2 белый король | a8 чёрная ладья · e8 белый конь · h8 чёрный король · d7 белая пешка · h7 чёрная пешка · b6 чёрная пешка · f6 чёрная пешка · d5 чёрный конь · d4 белая пешка · g2 белая пешка · h2 белый король | a8 чёрная ладья · e8 белый конь · h8 чёрный король · d7 белая пешка · h7 чёрная пешка · b6 чёрная пешка · f6 чёрная пешка · d5 чёрный конь · d4 белая пешка · g2 белая пешка · h2 белый король | a8 чёрная ладья · e8 белый конь · h8 чёрный король · d7 белая пешка · h7 чёрная пешка · b6 чёрная пешка · f6 чёрная пешка · d5 чёрный конь · d4 белая пешка · g2 белая пешка · h2 белый король | a8 чёрная ладья · e8 белый конь · h8 чёрный король · d7 белая пешка · h7 чёрная пешка · b6 чёрная пешка · f6 чёрная пешка · d5 чёрный конь · d4 белая пешка · g2 белая пешка · h2 белый король | a8 чёрная ладья · e8 белый конь · h8 чёрный король · d7 белая пешка · h7 чёрная пешка · b6 чёрная пешка · f6 чёрная пешка · d5 чёрный конь · d4 белая пешка · g2 белая пешка · h2 белый король | a8 чёрная ладья · e8 белый конь · h8 чёрный король · d7 белая пешка · h7 чёрная пешка · b6 чёрная пешка · f6 чёрная пешка · d5 чёрный конь · d4 белая пешка · g2 белая пешка · h2 белый король | a8 чёрная ладья · e8 белый конь · h8 чёрный король · d7 белая пешка · h7 чёрная пешка · b6 чёрная пешка · f6 чёрная пешка · d5 чёрный конь · d4 белая пешка · g2 белая пешка · h2 белый король | 2 |
| 1 | a8 чёрная ладья · e8 белый конь · h8 чёрный король · d7 белая пешка · h7 чёрная пешка · b6 чёрная пешка · f6 чёрная пешка · d5 чёрный конь · d4 белая пешка · g2 белая пешка · h2 белый король | a8 чёрная ладья · e8 белый конь · h8 чёрный король · d7 белая пешка · h7 чёрная пешка · b6 чёрная пешка · f6 чёрная пешка · d5 чёрный конь · d4 белая пешка · g2 белая пешка · h2 белый король | a8 чёрная ладья · e8 белый конь · h8 чёрный король · d7 белая пешка · h7 чёрная пешка · b6 чёрная пешка · f6 чёрная пешка · d5 чёрный конь · d4 белая пешка · g2 белая пешка · h2 белый король | a8 чёрная ладья · e8 белый конь · h8 чёрный король · d7 белая пешка · h7 чёрная пешка · b6 чёрная пешка · f6 чёрная пешка · d5 чёрный конь · d4 белая пешка · g2 белая пешка · h2 белый король | a8 чёрная ладья · e8 белый конь · h8 чёрный король · d7 белая пешка · h7 чёрная пешка · b6 чёрная пешка · f6 чёрная пешка · d5 чёрный конь · d4 белая пешка · g2 белая пешка · h2 белый король | a8 чёрная ладья · e8 белый конь · h8 чёрный король · d7 белая пешка · h7 чёрная пешка · b6 чёрная пешка · f6 чёрная пешка · d5 чёрный конь · d4 белая пешка · g2 белая пешка · h2 белый король | a8 чёрная ладья · e8 белый конь · h8 чёрный король · d7 белая пешка · h7 чёрная пешка · b6 чёрная пешка · f6 чёрная пешка · d5 чёрный конь · d4 белая пешка · g2 белая пешка · h2 белый король | a8 чёрная ладья · e8 белый конь · h8 чёрный король · d7 белая пешка · h7 чёрная пешка · b6 чёрная пешка · f6 чёрная пешка · d5 чёрный конь · d4 белая пешка · g2 белая пешка · h2 белый король | 1 |
|   | a | b | c | d | e | f | g | h |   |

Главное достижение в шахматной композиции — победа в конкурсе этюдов журнала «Fodor Illustrations-Verlag» (1930 г.). Тогда Ханссену удалось опередить, в частности, Л. И. Куббеля.
1. Кd6 (с угрозой 2. Кc8). 1... Кf4 2. d5 Лg8 3. Кe8 Л:g2+ 4. Крh1, и белые выигрывают.

## Спортивные результаты
| Год  | Город     | Соревнования                               | + | −  | = | Результат | Место |
| ---- | --------- | ------------------------------------------ | - | -- | - | --------- | ----- |
| 1926 | Берген    | Чемпионат Норвегии                         |   |    |   |           | 2     |
| 1928 | Осло      | Международный турнир                       |   |    |   |           | 3—4   |
| 1930 | Стокгольм | Турнир северных стран (побочный турнир)    |   |    |   |           | 1     |
| 1931 | Прага     | IV Олимпиада (сборная Норвегии, 2-я доска) | 2 | 11 | 3 | 3½ из 16  |       |
| 1932 | Берген    | Чемпионат Норвегии                         |   |    |   |           | 1—2   |